# Светско првенство у ватерполу за жене
Светско првенство у ватерполу за жене је репрезентативно такмичење које организује ФИНА као саставни део Светског првенства у воденим спортовима. Такмичење је основано 1986. и од тада до 2001. се одржавало у релативно неправилним размацима, да би се након тога прешло на одржавање сваке друге године. Највише титула првака освојиле су САД - укупно 6.

## Досадашња првенства
| Година       | Домаћин    | Злато            | Сребро     | Бронза     |
| ------------ | ---------- | ---------------- | ---------- | ---------- |
| 1986. детаљи | Мадрид     | Аустралија       | Холандија  | САД        |
| 1991. детаљи | Перт       | Холандија        | Канада     | САД        |
| 1994. детаљи | Рим        | Мађарска         | Холандија  | Италија    |
| 1998. детаљи | Перт       | Италија          | Холандија  | Аустралија |
| 2001. детаљи | Фукуока    | Италија          | Мађарска   | Канада     |
| 2003. детаљи | Барселона  | САД              | Италија    | Русија     |
| 2005. детаљи | Монтреал   | Мађарска         | САД        | Канада     |
| 2007. детаљи | Мелбурн    | САД              | Аустралија | Русија     |
| 2009. детаљи | Рим        | САД              | Канада     | Русија     |
| 2011. детаљи | Шангај     | Грчка            | Кина       | Русија     |
| 2013. детаљи | Барселона  | Шпанија          | Аустралија | Мађарска   |
| 2015. детаљи | Казањ      | САД              | Холандија  | Италија    |
| 2017. детаљи | Будимпешта | САД              | Шпанија    | Русија     |
| 2019. детаљи | Квангџу    | САД              | Шпанија    | Аустралија |
| 2022. детаљи | Будимпешта | САД              | Мађарска   | Холандија  |
| 2023. детаљи | Фукуока    | Холандија        | Шпанија    | Италија    |
| 2024. детаљи | Доха       | Сједињене Државе | Мађарска   | Шпанија    |
| 2025. детаљи | Каланг     |                  |            |            |
| 2027. детаљи | Будимпешта |                  |            |            |

## Биланс медаља
| Ранг   | Држава     | Злато | Сребро | Бронза | Укупно |
| 1      | САД        | 8     | 1      | 2      | 11     |
| 2      | Холандија  | 2     | 4      | 1      | 7      |
| 3      | Мађарска   | 2     | 3      | 1      | 6      |
| 4      | Италија    | 2     | 1      | 3      | 6      |
| 5      | Шпанија    | 1     | 3      | 1      | 5      |
| 6      | Аустралија | 1     | 2      | 2      | 5      |
| 7      | Грчка      | 1     | -      | -      | 1      |
| 8      | Канада     | -     | 2      | 2      | 4      |
| 9      | Кина       | -     | 1      | -      | 1      |
| 10     | Русија     | -     | -      | 5      | 5      |
| Укупно | Укупно     | 17    | 17     | 17     | 51     |